# Volkswagen LT
De Volkswagen LT is een van de door Volkswagen geproduceerde bedrijfswagens.
Vanaf 1974 werd de LT 1 gebouwd, die in 1996 werd opgevolgd door de - samen met Mercedes ontwikkelde - LT 2. Deze laatste is in 2006 opgevolgd door de eveneens samen met Mercedes ontwikkelde Volkswagen Crafter.

## Modelaanduiding
De modelaanduiding LT staat voor 'Lasten Transporter'. Achter de modelaanduiding bevindt zich een numerieke aanduiding, bijvoorbeeld LT 35. Deze numerieke aanduiding heeft betrekking op de toegestane maximummassa van de wagen. Bij een LT 35 ligt die rond de 3,5 ton.

## De eerste LT's
De Volkswagen LT werd voor het eerst op de Nederlandse markt gebracht met slechts een 4-cilinder lijnmotor als krachtbron. Deze motor, die werd geleend uit de Audi 100, had een inhoud van 2.0 liter en een vermogen van 55 kW. Dat de LT door moest gaan voor de grotere broer van de Transporter werd met de komst van de Transporter T3 duidelijk, want naast elkaar gezet vallen de gelijkenissen direct op. Ook was de komst van de LT een stap richting het einde van de achterin geplaatste en luchtgekoelde motoren bij Volkswagen.
Kort na de introductie was de Volkswagen LT in een breed scala aan modellen leverbaar zoals de bus, pick-up en chassiscabine, in diverse wielbases.

## Uitvoeringen LT 1

### Carrosserievarianten
Het eerste model van de Volkswagen LT kon geleverd worden in een grote verscheidenheid van uitvoerings- en gewichtsklassen. De keuzemogelijkheden bestonden uit:
- Open en gesloten bestelbus al of niet met dubbele cabine
- Pick-up met dubbele cabine
- Chassiscabine eventueel met dubbele cabine en optioneel als dieplader
- Personenbus met een wielbasis van 2,5 meter of 2,95 meter

De eerste drie uitvoeringen waren leverbaar in een wielbasis van 2,5 meter 2,95 meter en 3,65 meter en bij de bussen kon men ook nog kiezen voor een hoge of lage uitvoering.
Behalve deze verscheidenheid aan uitvoeringen kon de LT geleverd worden in diverse gewichtsklassen. De gewichtsklasse kan men afleiden uit de typeaanduiding.
- Bestelwagens: LT 28, LT 31 en LT 35 waarbij de LT 28 en 31 slechts leverbaar waren in 'enkellucht' en men bij de LT 35 de keuze had tussen enkellucht of 'dubbellucht'.
- Lichte vrachtwagens: LT 40, LT 45, LT 50 en LT 55 die alleen leverbaar waren in dubbellucht-uitvoering.

### Cosmetische aanpassingen
Hoewel er aan de LT-formule weinig werd veranderd heeft hij wel enige cosmetische veranderingen ondergaan.
Zo werden eind 1986 de ronde koplampen vervangen door rechthoekige en de LT kreeg een set kunststof bumpers mee. Dit uiterlijk bleef tot ongeveer 1993 bestaan. In de laatste productieperiode werd de frontpartij nog een keer gemoderniseerd door een nieuwe grillpartij die nu op de carrosserie werd gemonteerd, de bumpers werden iets "dikker" en de achterlichten werden voorzien van een extra kunststof rand waardoor de LT een jongere uitstraling kreeg.
Aan het interieur waren de cosmetische aanpassingen eerder merkbaar, maar dit werd slechts een keer gedaan. De verandering in de cabine was nodig door de komst van de gekantelde motoren. Hiervoor was een bredere opening in de motorruimte nodig. Door het kantelen van de motor kon men in het vervolg volstaan met een 'lage' motorkap. Het hoogteverschil lag rond de 15 à 20 centimeter. Dit was een behoorlijke ruimtewinst en maakte de montage van een bijrijdersbankje mogelijk. Gelijktijdig werd de LT ook voorzien van een nieuw dashboard. Het ronde model werd daartoe vervangen door een rechthoekig dashboard met een grotere en uitgebreidere set meters en controlelampen en een andere indeling van schakelaars.

## Motoren
Volkswagen ging met de tijd mee en na de introductie van de LT met alleen de viercilinder benzinemotor van Audi (motorkencode CH) , kwam men al snel, in mei 1975, met een nieuwere uitvoering van de Audimotor. Veel veranderde er niet aan de motor maar er waren enkele verbeteringen en de motorkencode veranderde in CL. In januari 1976 werd een dieselmotor aan het programma toegevoegd in de vorm van een viercilinder Perkins-motor met een inhoud van 2,7 liter en een vermogen van 48 kW. Deze motor kreeg de motorkencode CG mee. Een volgende uitbreiding van de motoren kwam in 1978 met een zescilinder diesel van Volkswagen zelf, de CP, met een inhoud van 2,4 liter en  een vermogen van 55 kW. Het succes van de LT was inmiddels dermate groot dat de geplande vervanging van de CG door de CP moest worden omgezet naar een keuzemogelijkheid tussen deze twee motoren. Pas eind 1981 was de CG niet meer leverbaar. Ook de CP was geen lang leven beschoren want reeds eind 1982 werd deze vervangen. Zijn opvolger, met motorkencode DW, verschilde weinig van de CP maar werd iets gekanteld geplaatst en dat was een belangrijke ruimtewinner in de cabine van de LT.
Met de intrede van de schuin gemonteerde diesel werd ook het einde van de vier-cilinder benzinemotor ingeluid.
Vanaf 1983 werden in de LT1 alleen nog zescilinders geleverd. Gelijktijdig met de zescilinder benzine kwam ook de zescilinder turbo diesel op de markt. De LT was nu dus leverbaar met de volgende motoren:
- 6 cilinder benzine: 2,4 liter 66 kW motorkencode DL
- 6 cilinder diesel: 2,4 liter 55 kW motorkencode DW
- 6 cilinder turbodiesel: 2,4 liter 75 kW motorkencode DV

Kleine verbeteringen en veranderingen leverden nog een aantal motorkencodes op, maar in basis bleven de motoren gelijk. Het volledige overzicht van motorkencodes ziet er als volgt uit:
- 4 cilinder benzine: CH en CL
- 6 cilinder benzine: DL, HS en 1E, waarbij dient opgemerkt dat de HS een lage-compressiemotor is.
- 4 cilinder diesel: CG
- 6 cilinder diesel: CP, DW, ACT en 1S
- 6 cilinder turbodiesel: DV, 1G en ACL

In 1995 kwam er een einde aan de productie van de LT 1 en in 1996 werd de opvolger gelanceerd in de vorm van de LT 2.

## De LT 2 als opvolger
Met de ontwikkeling van de opvolger van de LT 1, komt er een einde aan een zelfstandige periode van Volkswagen als ontwikkelaar en producent van zware bestelwagens. De kosten voor het ontwikkelen dwingen Volkswagen om een partner te zoeken, die wordt gevonden in Mercedes.
Door deze samenwerking brengen beide bedrijven een nieuw model uit, voor Volkswagen betekent dit de komst van de LT 2, de MB Sprinter vormt voor Mercedes het product van de samenwerkingsrelatie. De kosten die de ontwikkelingen met zich meebrengen dwingen de partners, ondanks de samenwerking, tot nog een aantal beperkingen en de samenwerking gaat dieper dan men op het eerste gezicht zou denken. De opvallendste verschillen zijn de duidelijk herkenbare frontpartij en het cabine-interieur. Onder de huid zijn er slechts kleine verschillen te vinden. Zo krijgen bijvoorbeeld alle enkelluchtmodellen de assen van Mercedes en de dubbelluchtmodellen de assen van Volkswagen. Een andere beperking vertaalt zich in het aantal gewichtsklassen dat op de markt gebracht wordt. Waren dit er voor de LT 1 nog 7, voor de LT 2 wordt dit beperkt tot slechts 3 klassen.

## Uitvoeringen LT 2

### Carrosserievarianten
Bij de LT 2 had men ook weer de keuze uit een viertal carrosserieën:
- Open en gesloten bestelbus al of niet met dubbele cabine
- Pick-up met dubbele cabine
- Chassiscabine eventueel met dubbele cabine
- Personenbus

Elke carrosserie was leverbaar in de wielbasis van 3 meter of 4,25 meter en binnen deze wielbasis was de mogelijkheid aanwezig van verschillende carrosserielengtes. Nieuw is dat bij de LT2 de chassiscabine opgebouwd kon worden als BE-trekker.

### Gewichtsklassen
Om de kosten te beperken werden nog maar drie gewichtsklassen geproduceerd namelijk:
- LT 28
- LT 35
- LT 46

Aan de aanduiding van de modellen werd niets veranderd waardoor men nog steeds in één oogopslag de gewichtsklasse kon herkennen.

## Motoren
Met de komst van de nieuwe generatie van de LT kwam er ook een nieuwe serie van motoren die recht deden aan de eigentijdse stand van de techniek. De keuze tussen benzine, diesel en turbodiesel bleef gehandhaafd. Gedurende de tien jaar waarin de LT 2 is geproduceerd zijn de volgende motoren de revue gepasseerd:
- 4 cilinder benzine - motorkencode AGL
- 5 cilinder diesel - motorkencode AGX
- 4 cilinder turbo diesel - motorkencode ATA
- 4 cilinder turbo diesel - motorkencode AGK
- 4 cilinder turbo diesel - motorkencode AUH en BCQ (commonrail-inspuiting)
- 5 cilinder turbo diesel - motorkencodes AHD - ANJ - AVR - APA - BBE en BBF

De viercilinder benzine is afkomstig van Mercedes, en de viercilinder turbodiesels uit de Braziliaanse fabrieken van MWM (MWM Sprint TCA 4.07)

## Het doek valt
In 2003 staken de eerste geruchten de kop op dat Volkswagen wederom samen met Mercedes zou werken aan een opvolger voor de LT 2 en de MB Sprinter en gedurende 2004 werden die geluiden alleen maar sterker. Eind 2004 duiken in de media en op internet de eerste foto's op van een zwaar gecamoufleerde bus die door zou moeten gaan voor de LT 3 of de nieuwe Sprinter. Hiermee worden de geruchten die de ronde doen bevestigd. Voor de liefhebbers van de LT blijft het echter nog even spannend omdat de nieuwe modelnaam nog niet bekend is, er werd dan ook voorzichtig verondersteld dat de nieuwe zware bestelwagen van Volkswagen gewoon LT blijft heten. Tegen het einde van 2005 kwam naar buiten dat dit niet het geval zou zijn. In juni 2006 kwam de opvolger van de LT op de markt in de vorm van de Volkswagen Crafter, zowel de modelnaam als het uiterlijk maken duidelijk dat de Volkswagen LT is opgehouden te bestaan, althans niet meer wordt geproduceerd, het doek voor de LT is daarmee definitief gevallen.

## Andere Volkswagen LT weetjes
Dat Volkswagen in het marktsegment van zware bestelwagens samenwerkt met Mercedes Benz zal inmiddels duidelijk zijn. Toch zijn er ook minder bekende samenwerkingsverbanden geweest.
Zo heeft Volkswagen in samenwerking met M.A.N. een poging ondernomen om ook in het middensegment van de vrachtwagenmarkt voet aan de grond te krijgen. Dit had voor beide fabrikanten het voordeel om samen de hele markt van zware bestelwagens tot en met zware vrachtwagens te kunnen bedienen, Volkswagen aan de onderkant van de markt, M.A.N. aan de bovenkant en gezamenlijk onder de merknaam M.A.N. VW in de middenklasse. Een enkele keer is op het Europese wegennet nog een van deze modellen te zien. Het chassis werd gebouwd door M.A.N., evenals de motoren; de cabines kwamen van Volkswagen en werden geleend van de LT. Hiertoe werd deze iets verbreed en werden de plaatsen voor de koplampen voorzien van plaatwerk, de koplampen verhuisden naar de bumper. De grillpartij bleef op haar plaats en werd voorzien van beider emblemen.
De samenwerking tussen VW en M.A.N. werd echter wegens gebrek aan succes gestaakt waarna Volkswagen de productie van de M.A.N. VW verplaatste naar Brazilië waar het model de modelaanduiding L kreeg en voortborduurde op de bekendheid van de LT. Stopte het model LT in Europa bij de LT 55, in Zuid-Amerika was de L 60 pas het begin.
Ondanks het succes van de LT in Europa en Afrika en de bouw van de Volkswagen L-serie in Brazilië is de LT nooit op de Noord-Amerikaanse markt gekomen, andersom is nog wel geprobeerd om met de Volkswagen L-serie nog voet aan Europese grond te krijgen, maar deze poging maakte het mislukken van de samenwerking met M.A.N. nog eens duidelijk. 
De viercilinder dieselmotor die in de LT 1 werd toegepast is ook zo'n voorbeeld niet zozeer in de vorm van de samenwerking als wel in de exclusiviteit van de motor. Tegen de normale gang van zaken van Perkins in werd deze motor exclusief voor de LT ontwikkeld en gebouwd echter door de korte periode waarin de motor door Volkswagen werd gemonteerd zag Perkins zijn kans schoon om de motor ook aan andere autoproducenten aan te bieden. Hierdoor komt men deze motor ook tegen in bijvoorbeeld de Datsun Patrol.
Volkswagen is vooral sterk geweest in het gebruik van meerdere onderdelen in verschillende modellen. Zo hebben de Transporter T3, de Golf 1, de Kever en de LT 1 alle dezelfde ronde koplampen. Minder bekend is dat reeds bij aanvang van de productie van de LT 1 rekening is gehouden met een ander model koplamp, maar de in 1986 gemonteerde rechthoekige koplamp is zonder problemen te monteren in een eerder gebouwde LT. Zelfs de grillpartij van de laatste productieperiode van de LT 1 past zonder veel aanpassingen op de LT 1 uit de eerste productieperiode.
Bij de ontwikkeling van de LT 1 keek men al met een schuin oog richting Mercedes. Zo hebben de LT 1 en de Mercedesbus uit diezelfde periode dezelfde achterlichten.
Na de komst van de gekantelde zescilindermotoren in de LT 1 werd door Volvo ook interesse getoond in deze motor, wat resulteerde in de montage van deze motoren in onder andere de Volvo 7-serie. Of dit besluit verstandig is geweest wordt door velen betwijfeld. Feit is echter wel dat het monteren van de motoren door Volvo de reputatie van de Volkswagenmotoren niet ten goede is gekomen. Waar de motor uitermate geschikt was voor de LT 1 zijn er in de Volvo's behoorlijk wat van deze motoren aan brokken gereden omdat de motor was gemaakt om te moeten werken en niet om hogere snelheden te bereiken. Een echte liefhebber van een LT 1 zal om die reden alleen al nooit een motor uit een Volvo als ruilmotor gebruiken in zijn LT.

## Galerij

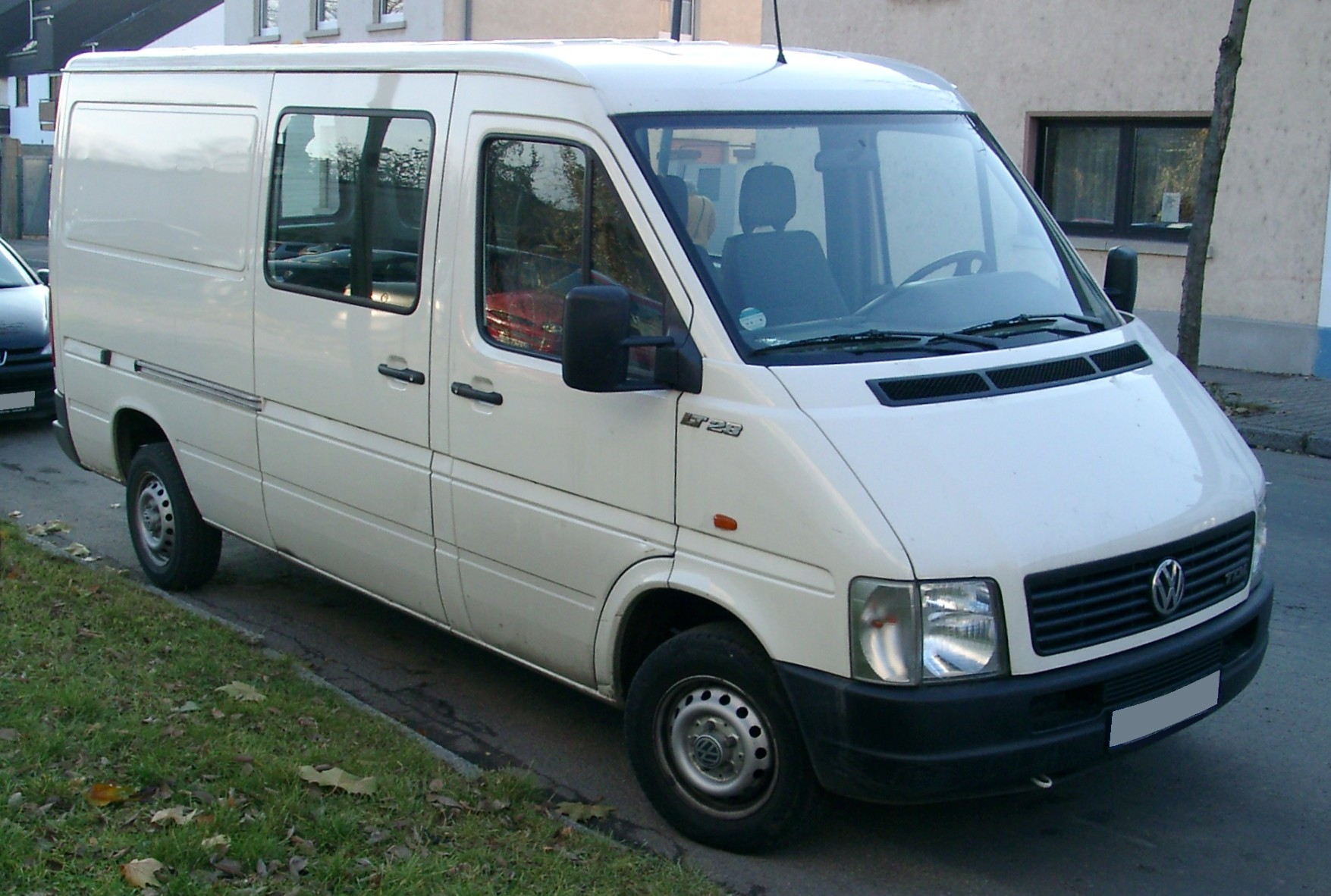
LT type 2
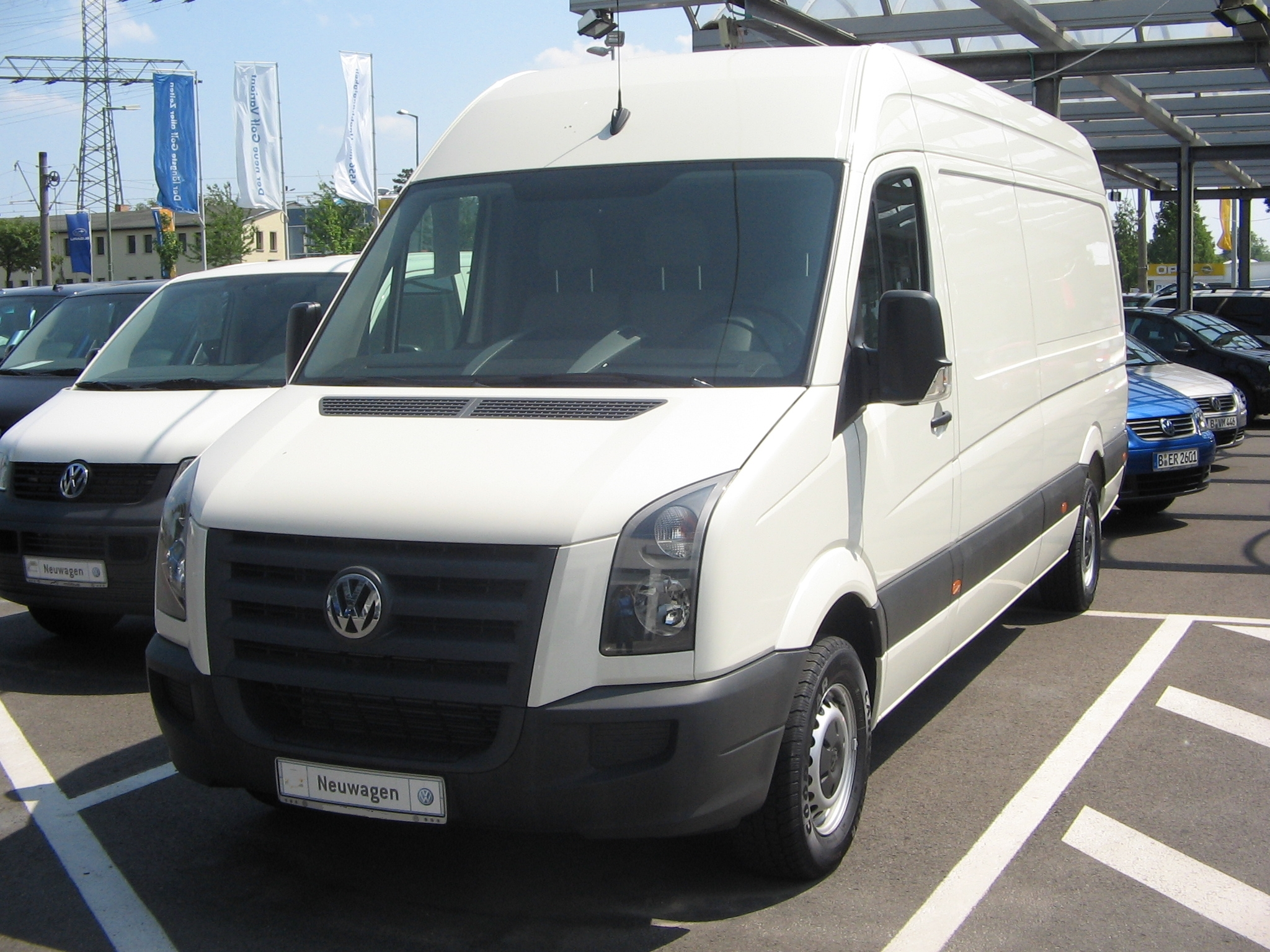
Crafter